# كأس أوغندا 1983
كأس أوغندا 1983 (بالإنجليزية: 1983 Uganda Cup)‏ هو موسم من كأس أوغندا. فاز فيه نادي ناكيفوبو فيلا.